# Imbler
Imbler az Amerikai Egyesült Államok északnyugati részén, Oregon állam Union megyéjében, Summerville-től 6 km-re délkeletre, a 82-es út és a Summerville Road kereszteződésében, La Grandé-tól északnyugatra, Elgintől délre, valamint a Grande Ronde-folyótól nyugatra helyezkedik el. A 2010. évi népszámláláskor 306 lakosa volt. A város területe 0,57 km², melynek 100%-a szárazföld.
A helység területét 1891-ben jelölték ki. Mivel Summerville-ben az 1910-es tűzeset után nem állították helyre az üzleteket, a Grande Ronde-völgy északi részének lakosai gyakran fordultak meg Imblerben.

## Éghajlat
| Hónap                         | Jan.  | Feb.  | Már.  | Ápr.  | Máj. | Jún. | Júl. | Aug. | Szep. | Okt.  | Nov.  | Dec.  | Év    |
| ----------------------------- | ----- | ----- | ----- | ----- | ---- | ---- | ---- | ---- | ----- | ----- | ----- | ----- | ----- |
| Rekord max. hőmérséklet (°C)  | 18,3  | 20,0  | 25,6  | 32,8  | 36,7 | 37,8 | 42,2 | 43,3 | 39,4  | 33,3  | 22,8  | 17,8  | 43,3  |
| Átlagos max. hőmérséklet (°C) | 3,3   | 6,7   | 11,7  | 15,6  | 20,6 | 24,4 | 30,0 | 30,0 | 25,6  | 17,8  | 8,3   | 2,8   | 16,5  |
| Átlaghőmérséklet (°C)         | −1,2  | 1,2   | 5,0   | 8,1   | 12,3 | 15,6 | 19,2 | 18,9 | 14,5  | 8,9   | 3,1   | −1,4  | 8,7   |
| Átlagos min. hőmérséklet (°C) | −5,0  | −4,4  | −1,7  | 0,6   | 3,9  | 6,7  | 8,3  | 7,8  | 3,3   | 0,0   | −2,2  | −5,6  | 1,0   |
| Rekord min. hőmérséklet (°C)  | −32,8 | −32,2 | −27,2 | −11,7 | −8,3 | −3,3 | −1,7 | −3,9 | −7,2  | −13,3 | −31,1 | −35,0 | −35,0 |
| Átl. csapadékmennyiség (mm)   | 81    | 61    | 56    | 51    | 57   | 44   | 18   | 17   | 21    | 43    | 79    | 78    | 606   |
| Forrás: The Weather Channel   |       |       |       |       |      |      |      |      |       |       |       |       |       |

## Népesség

### 2010
A 2010-es népszámláláskor a városnak 306 lakója, 114 háztartása és 90 családja volt. A népsűrűség 536,8 fő/km2. A lakóegységek száma 119, sűrűségük 208,7 db/km2. A lakosok 93,8%-a fehér,  1%-a indián,  1,3%-a a Csendes-óceáni szigetekről származik, 2,6%-a egyéb, 1,3%-a pedig kettő vagy több etnikumú. A spanyol vagy latino származásúak aránya 2,6% (2,6% mexikói,   )
A háztartások 36%-ában élt 18 évnél fiatalabb. 69,3% házas, 7% egyedülálló nő, 2,6% egyedülálló férfi, 21,1% pedig nem család. 16,7% egyedül élt; 8,7%-uk 65 éves vagy idősebb. Egy háztartásban átlagosan 2,68 személy élt; a családok átlagmérete 3,06 fő.
A medián életkor 43 év volt. A város lakóinak 24,5%-a 18 évesnél fiatalabb, 6,8% 18 és 24 év közötti, 24,2%-uk 25 és 44 év közötti, 34,3%-uk 45 és 64 év közötti, 10,1%-uk pedig 65 éves vagy idősebb. A lakosok 50,3%-a férfi, 49,7%-a pedig nő.

### 2000
A 2000-es népszámláláskor  a városnak 284 lakója, 106 háztartása és 83 családja volt. A népsűrűség 498,2 fő/km2. A lakóegységek száma 111, sűrűségük 194,7 db/km2. A lakosok 97,54%-a fehér,   0,35%-a ázsiai, 0,35%-a a Csendes-óceáni szigetekről származik, 1,41%-a egyéb-, 0,35%-a pedig kettő vagy több etnikumú. A spanyol vagy latino származásúak aránya 1,41% ( 0,4% Puerto Ricó-i,  1,1% pedig egyéb spanyol/latino származású.)
A háztartások 47,2%-ában élt 18 évnél fiatalabb. 65,1% házas, 13,2% egyedülálló nő; 20,8% pedig nem család. 20,8% egyedül élt; 10,4%-uk 65 éves vagy idősebb. Egy háztartásban átlagosan 2,68 személy élt; a családok átlagmérete 3,11 fő.
A város lakóinak 31,3%-a 18 évesnél fiatalabb, 6,7% 18 és 24 év közötti, 26,4%-uk 25 és 44 év közötti, 25,4%-uk 45 és 64 év közötti, 10,2%-uk pedig 65 éves vagy idősebb. A medián életkor 37 év volt. Minden 100 nőre 98,6 férfi jut; a 18 évnél idősebb nőknél ez az arány 89,3.
A háztartások medián bevétele 40 385 amerikai dollár, ez az érték családoknál $42 500. A férfiak medián keresete $38 750, míg a nőké $25 938. A város egy főre jutó bevétele (PCI) $18 876. A családok 2,4%-a, a teljes népesség 4,1%-a élt létminimum alatt; a 18 év alattiaknál ez a szám 2,3%, a 65 évnél idősebbeknél pedig 4,4%.

## Fordítás
Ez a szócikk részben vagy egészben  az   Imbler, Oregon című angol Wikipédia-szócikk ezen változatának fordításán alapul.  Az eredeti cikk szerkesztőit annak laptörténete sorolja fel. Ez a jelzés csupán a megfogalmazás eredetét és a szerzői jogokat jelzi, nem szolgál a cikkben szereplő információk forrásmegjelöléseként.